# USS Massachusetts (SSN-798)
El USS Massachusetts (SSN-798) será un submarino nuclear de ataque de la clase Virginia del Bloque IV de la Armada de los Estados Unidos. Es el vigésimo quinto barco de la clase y el octavo barco que lleva el nombre del estado estadounidense de Massachusetts. El entonces secretario de Marina, Ray Mabus, anunció el nombre el 8 de noviembre de 2015 en un artículo de opinión para The Boston Globe. Es el primer buque que lleva el nombre de la Commonwealth desde el acorazado USS Massachusetts (BB-59) fue dado de baja en 1947.
El Massachusetts fue parte de un contrato de 17,6 mil millones de $ otorgado por la Marina de los EE. UU. al contratista principal General Dynamics Electric Boat para construir diez submarinos de clase Virginia. Su quilla se colocó el 11 de diciembre de 2020 en Newport News en una ceremonia virtual debido a la pandemia de COVID-19, y fue bautizada por el patrocinador del barco Sheryl Sandberg el 6 de mayo de 2023.